# Курфалија
Курфалија (мкд. Курфалија) је насеље у Северној Македонији, у источном делу државе. Курфалија је село у саставу општине Карбинци.

## Географија
Курфалија је смештена у источном делу Северне Македоније. Од најближег града, Штипа, насеље је удаљено 25 km источно.
Насеље Курфалија се налази у историјској области Јуруклук, која представља западни, брдски део планине Плачковице, чији се највиши део уздиже ка североистоку. Надморска висина насеља је приближно 680 метара.
Месна клима је умерено континентална.

## Становништво
Курфалија је према последњем попису из 2002. године имала 43 становника.
Већинско становништво су Турци (88%).
Претежна вероисповест месног становништва је ислам.